# Хайлз, Даррелл
Даррелл Хайлз (англ. Darrell Hiles, родился 10 января 1969) — австралийский боксёр-профессионал, выступавший в лёгком (Lightweight) весе. Чемпион австралийского штата Квинсленд. Первый оппонент Кости Цзю на профессиональном ринге.